# Leo von Dobschütz

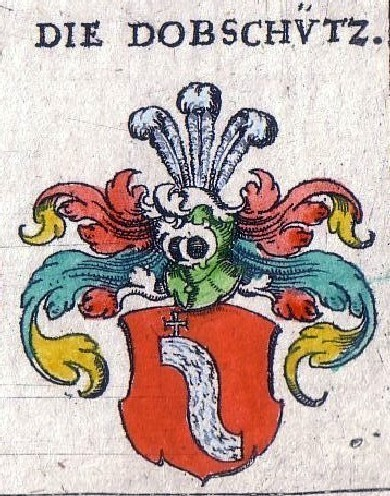
Das Wappen der Familie von Dobschütz
(Weigel'sches Wappenbuch von 1734, handkoloriert)

Leo Hermann Curt von Dobschütz (* 19. Juni 1862 in Grünberg, heutiges Zielona Góra; † 12. Februar 1934 in Wiesbaden) war ein preußischer Generalmajor und ab 1920 Rechtsritter des Johanniterordens.

## Leben und Familie
Leo von Dobschütz wurde 1862 im schlesischen Grünberg, dem heutigen Zielona Góra, geboren. Er entstammte dem Adelsgeschlecht von Dobschütz und war ein Sohn des Rechtsanwalts und Notars Hermann von Dobschütz, Kreisrichter in Grünberg, und der Leontine Geißler.
Er heiratete am 9. Mai 1895 in Braunschweig Elisabeth Bartz (* 13. Juni 1872 in Magdeburg; † 23. Februar 1942 in Wiesbaden), die Tochter des Wilhelm Bartz und der Clara Schönfeld.

## Militärischer Werdegang
Zwischen April 1872 und April 1878 besuchte er die Friedrich-Wilhelm-Schule, eine Realschule erster Ordnung in Grünberg. Nach seinem Abschluss in der 11. Klasse (Sekunda) 1878 meldete er sich zum einjährigen freiwilligen Militärdienst. Anschließend stand er als Unteroffizier im Dienst des Schlesischen Fußartillerie-Regiments Nr. 6.
Nach Absolvierung seines Abiturs wurde er im Oktober 1882 zum Portopée-Fähnrich befördert und erhielt knapp ein Jahr später, im August 1883, ein Reifezeugnis zum Offizier. Die Beförderung zum Hauptmann à la suite des Rheinischen Fußartillerie-Regiments Nr. 8 folgte im Dezember 1895. Etwa zeitgleich war er Direktionsassistent in der Königlichen Pulverfabrik („Pulvermühle“) in Hanau-Wolfgang. Ab Januar 1904 war er bis 1906 als Unterdirektor der Artillerie-Werkstatt in Danzig tätig, ehe er zum Major befördert und zum Verwaltungsdirektor des Feuerwerkslabors in Spandau ernannt wurde.
Im Mai 1914 wurde er zunächst Direktor der Artillerie-Werkstatt in Lippstadt bei Soest in Nordrhein-Westfalen und gegen Ende desselben Jahres Direktor der Pulverfabrik in Hanau. Diese Position übte er bis 1918 aus. Im Juni 1915 wurde er zum Oberstleutnant befördert. Am 20. September 1915 kam es in der Pulverfabrik Hanau zur Explosion eines Schmelzkessels mit Trinitrotoluol (TNT), infolge derer sechs Arbeiter starben, viele weitere verletzt wurden und auch im Umkreis der Fabrik Schäden angerichtet wurden (siehe Zeitungsbericht unten). Im August 1917 folgte seine Ernennung zum Oberst und Leiter aller technischen Institute.
Am 12. August 1919 wurde Leo von Dobschütz mit dem Dienstalter vom 8. August unter Verleihung des Charakters als Generalmajor verabschiedet. Im September 1919 folgte seine Immatrikulation als Student an der Albert-Ludwigs-Universität in Freiburg im Breisgau.

Einladung zum Landgrafen von Hessen am 14. Dezember 1895
Verleihungsurkunde Roter Adlerorden 4. Klasse vom 18. Januar 1904
Explosion in Hanauer Pulverfabrik am 20. September 1915 (Hanauer Anzeiger 1988)

## Orden und Ehrenzeichen
- Zentenarmedaille (1897)
- Roter Adlerorden IV. Klasse (1904)
- Eisernes Kreuz II. Klasse (1915)
- Bayerischer Militärverdienstorden III. Klasse mit Schwertern am 30. Dezember 1916[2]
- Sächsisches Kriegsverdienstkreuz (1917)
- Badisches Kriegsverdienstkreuz (1918)